# Agostinho da Piedade
Frei Agostinho da Piedade, OSB (Portugal, c. 1580 - Salvador, 2 de abril de 1661) foi um padre católico, monge beneditino e escultor português, o primeiro grande escultor da tradição ocidental ativo no Brasil, fundador de uma vasta e longeva escola de santeiros.

## Biografia

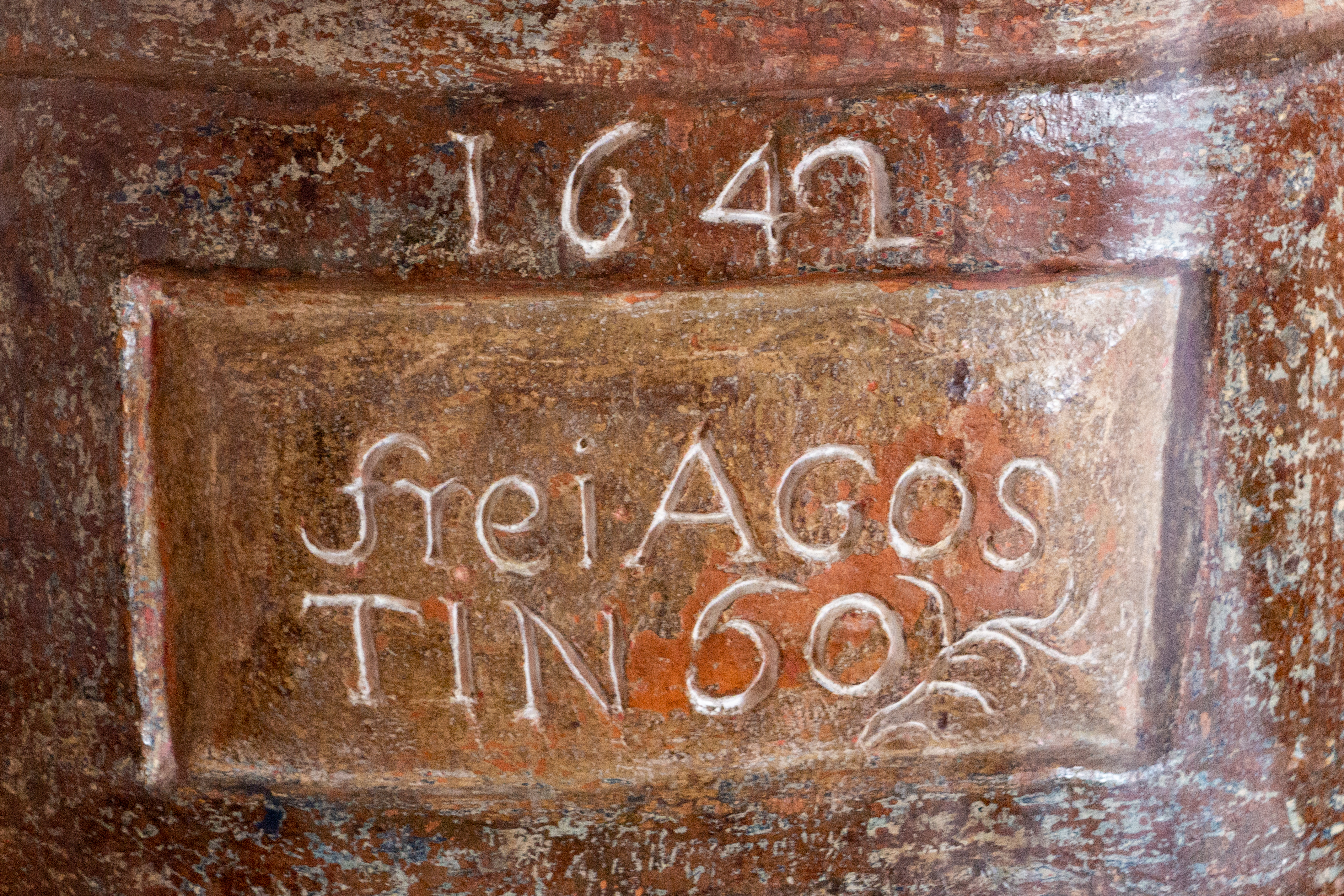
Detalhe da data e assinatura do autor no verso de uma Sant'Ana Mestra, Museu de Arte Sacra da Bahia

Nasceu em Portugal em torno de 1580 em local incerto, e depois dirigiu-se para o Brasil, sendo documentado em Salvador a partir de 17 de maio de 1620. Ali professou no Mosteiro de São Bento e foi ordenado sacerdote. Por longos anos administrou a fazenda dos monges em Itapoã, destacando-se, conforme consta do Dietário do mosteiro, pelo "zelo com que administrava bens temporais e tratava os escravos". Depois, quando já estava velho e fraco, foi nomeado capelão da Igreja de Nossa Senhora da Graça. Faleceu no mosteiro de Salvador em 2 de abril de 1661.
Apesar da sua influência sobre uma multidão de outros santeiros, acabou esquecido. O historiador Clemente Maria da Silva-Nigra iniciou a recuperação de sua memória e seu legado ao encontrar em 1936 a estátua assinada de Nossa Senhora de Monte Serrat num depósito do Instituto Geográfico e Histórico da Bahia, sendo então menosprezada por ser uma obra em barro. Silva-Nigra foi autor de estudos referenciais sofre o frei artista e identificador de outras peças que atribuiu à sua autoria. Depois Clarival do Prado Valladares deu grande contribuição para um melhor  entendimento da sua obra. 23 obras são atribuídas à sua autoria, havendo mais três assinadas, num total de 27.

## Obra

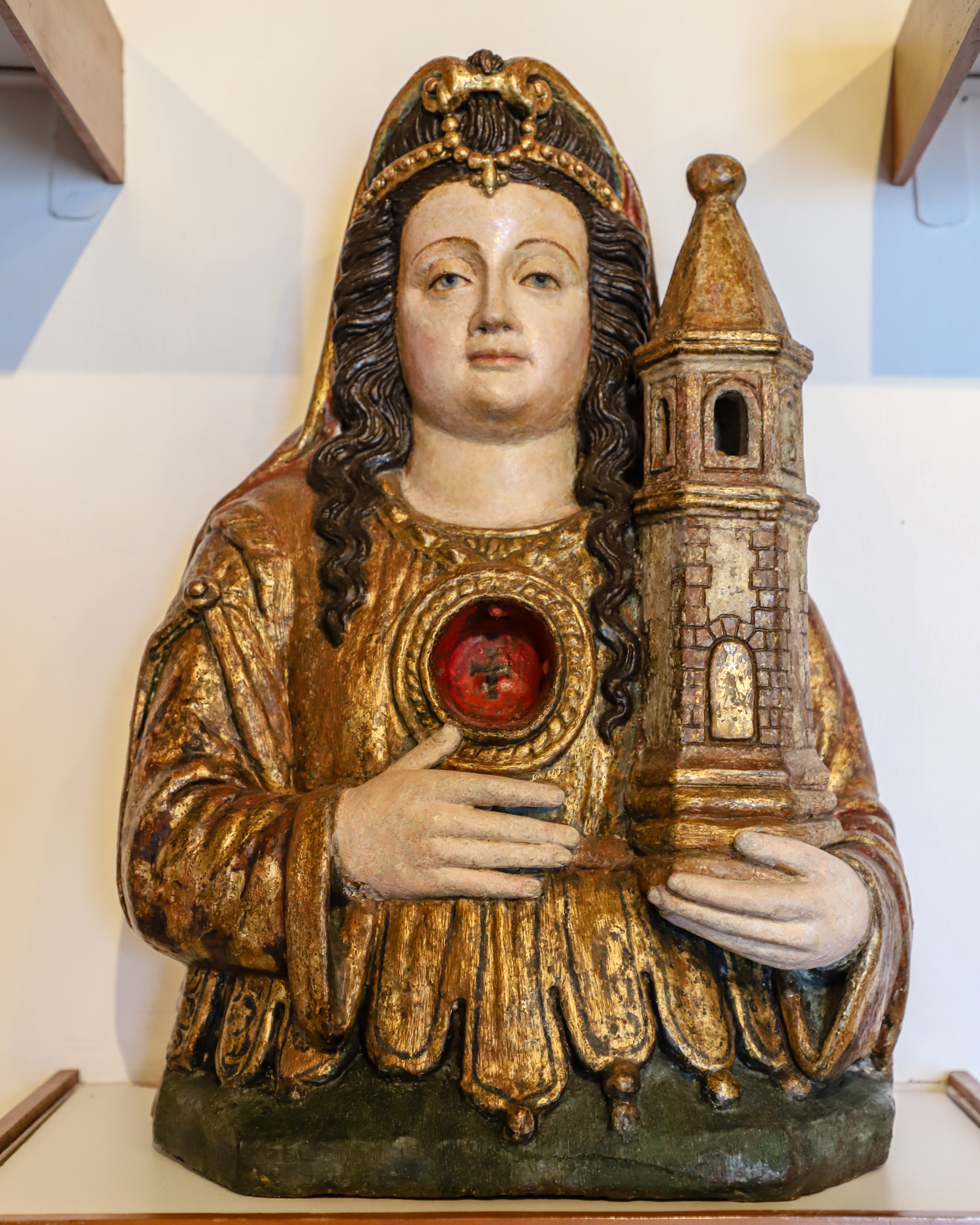
Busto-relicário de Santa Bárbara, Museu de Arte Sacra da Bahia

A documentação coeva sobre ele é extremamente escassa. Não se sabe ao certo como foi iniciado nas artes, em Portugal possivelmente estudou no mosteiro cisterciense de Alcobaça, onde havia uma importante escola de santeiros, com cuja produção a sua se assemelha. Silva-Nigra disse que ele sem dúvida foi bem informado pelo rico acervo artístico de Portugal, e no Brasil foi aluno do escultor e arquiteto franciscano Francisco dos Santos, responsável pela construção de conventos franciscanos em Olinda, Salvador, Rio de Janeiro e São Paulo.
Todas as suas obras identificadas são em terracota e de finalidade devocional. Assinou apenas quatro: uma Nossa Senhora do Monte Serrat, encomenda de Diogo de Sandoval, hoje no Museu de Arte Sacra da Bahia; uma Sant'Ana Mestra para a Igreja dos Aflitos, hoje no Museu de Arte Sacra da Bahia; um Menino Jesus sentado sobre um coração em chamas, de procedência desconhecida e desde o século XVIII em um altar da Igreja do Sagrado Coração de Igaraçu, que Germain Bazin considerou o mais antigo exemplo conhecido nas Américas da tipologia do Sagrado Coração de Jesus, e uma Santa Catarina de Alexandria, no Acervo Odebrecht.
Suas primeiras obras são bustos-relicários, mostrando uma combinação de influências do Renascimento português tardio e tradições asiáticas trazidas pelos mercadores portugueses no Oriente, provavelmente tomando como modelo os exemplos da escola de Alcobaça. Podem ser destacados os bustos de Santa Cecília, Santa Ágata, Santa Bárbara, Santa Escolástica, Santa Catarina, Santa Margarida, Santo Anselmo, São Gregório Magno, São Plácido e São Bento. Fez o modelo do busto em prata e chumbo de Santa Luzia, uma peça excepcional adornada de pedras preciosas.

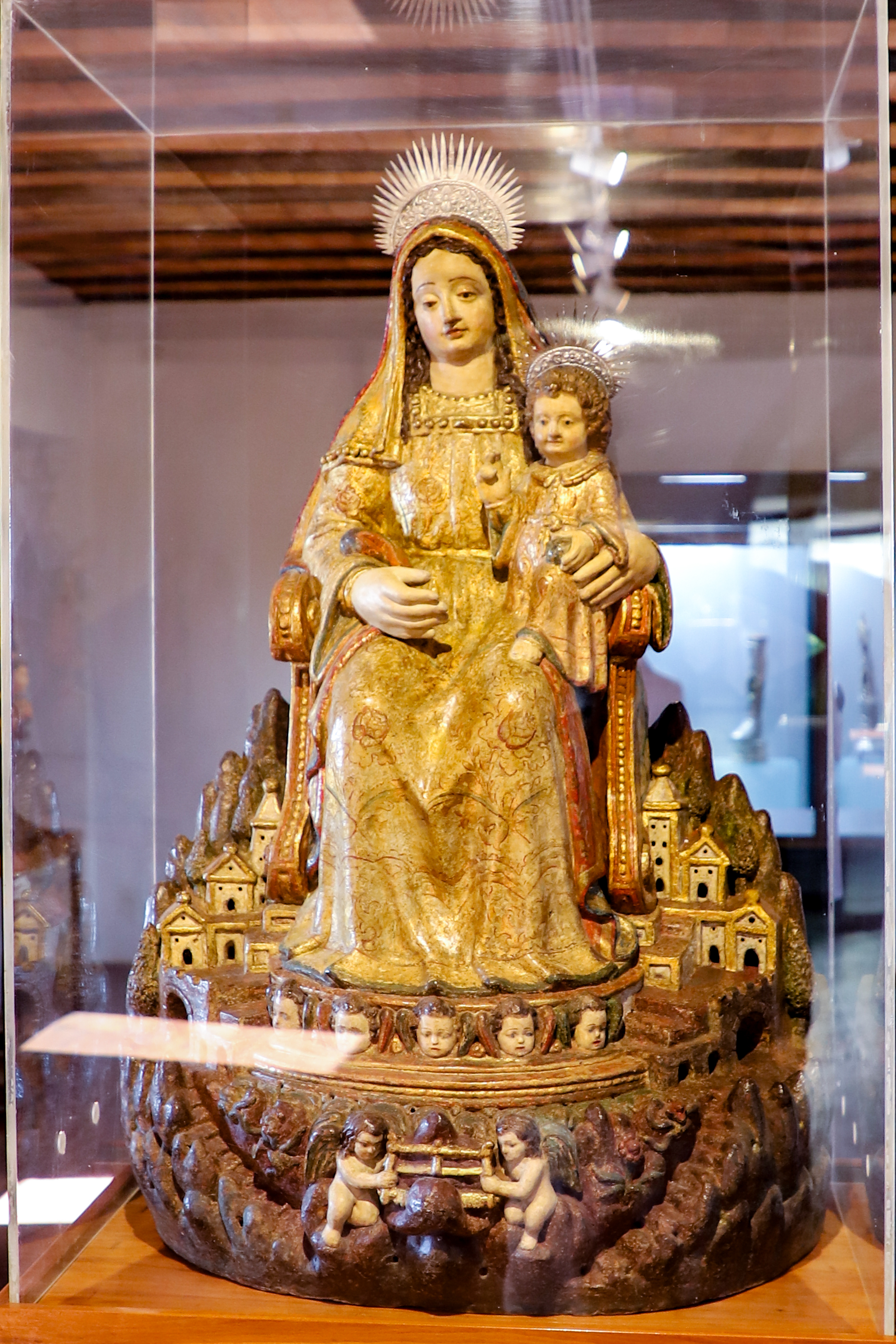
Nossa Senhora de Monte Serrat, Museu de Arte Sacra da Bahia

Em seguida passou a trabalhar imagens de corpo inteiro, algumas de grandes dimensões, com uma gestualidade contida e expressão grave, com destaque para a Nossa Senhora de Monte Serrat, criada para o mosteiro de São Paulo, uma de suas obras-primas, considerada pelo historiador Percival Tirapelli "um dos mais representativos exemplares da imaginária seiscentista brasileira", mais o Santo Amaro e duas imagens de São Bento para Santana de Parnaíba, "obras fundamentais da imaginária nacional", nas palavras do pesquisador Rafael Schunk.
Em sua terceira e última fase o artista deu asas a um intenso lirismo no registro da expressão emocional, destacando-se nesta etapa o São Pedro Arrependido, uma de suas obras mais importantes, mas de autoria controversa. A maioria das esculturas foi produzida em argila vermelha coletada nos barreiros de Itapoã.
Embora tenha havido alguns precursores a exercer o ofício da santaria na colônia do Brasil, como João Gonçalo Fernandes e Francisco dos Santos, a obra de Frei Agostinho geralmente é considerada a primeira grande manifestação de arte erudita de tradição europeia na escultura do Brasil, trabalhando em um estilo apurado classificado como tardo-renascentista ou maneirista. Para Rafael Schunk, "o período clássico do maneirismo no Brasil é inaugurado com Mestre João Gonçalo Fernandes (c. 1560), findando-se na produção de Frei Agostinho da Piedade e Frei Agostinho de Jesus em 1661". Para Carlos Lemos, 

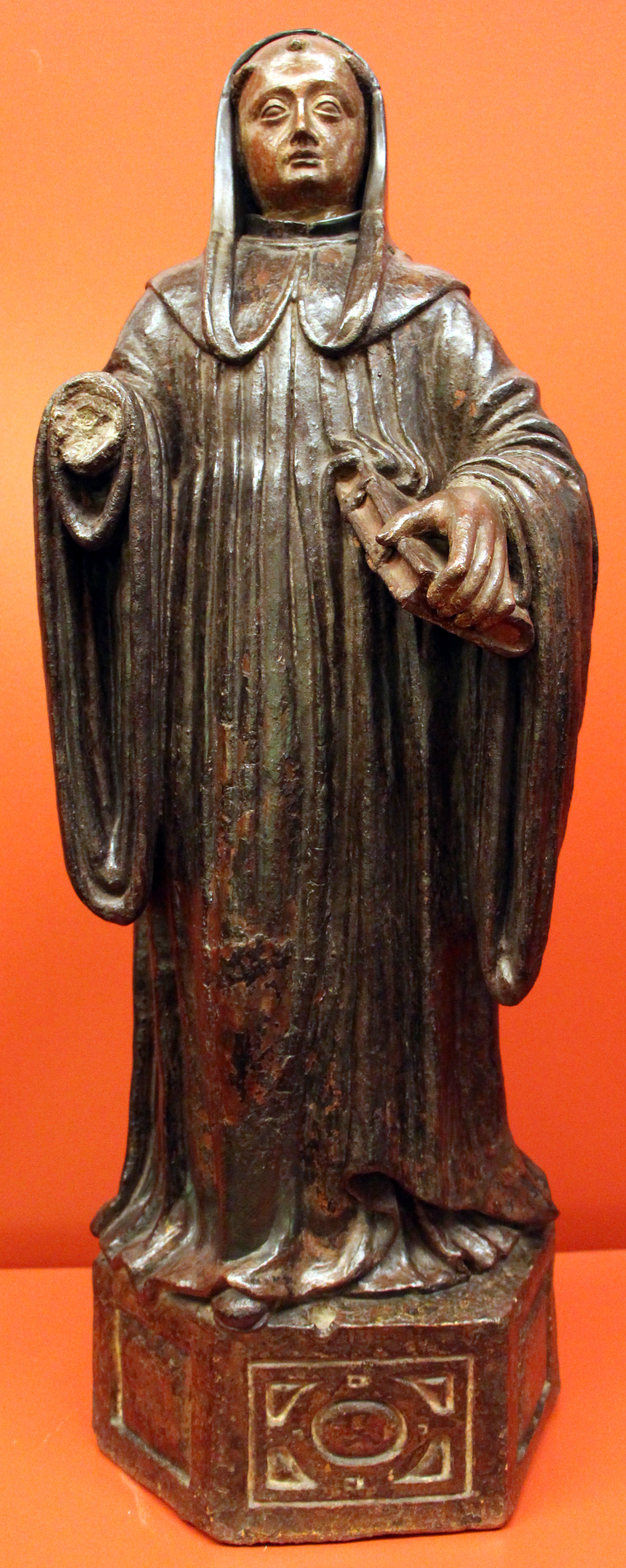
Santo Amaro originalmente na Matriz de Santana, Museu de Arte Sacra de São Paulo

"Frei Agostinho da Piedade era um clássico erudito, um renascentista, talvez um maneirista ainda contido, sem demonstrações maiores de índole barroca. Suas figuras são despojadas, de panejamento caído, com pregas verticais, fisionomias serenas e de placidez oriental, quem sabe influências trazidas pela 'carreira das Índias', que sempre tocava em Salvador. Algumas de suas imagens vieram a São Paulo e duas delas são importantes: Nossa Senhora do Monte Serrat, do mosteiro de São Bento na capital, e Santo Amaro, hoje no Museu de Arte Sacra paulistano".
Algumas de suas criações foram entronizadas nos altares dos mosteiros de São Paulo e Santana de Parnaíba, onde se tornaram importantes modelos para outros escultores paulistas. Junto com seu principal discípulo, frei Agostinho de Jesus, ativo principalmente no estado de São Paulo, foi o co-fundador de uma escola de artistas do barro extremamente prolífica e longeva, a primeira escola de escultura documentada no país, influenciando santeiros eruditos e populares de São Paulo, Rio de Janeiro, Minas Gerais, Goiás e Mato Grosso até o fim do século XIX. Silva-Nigra disse sobre ele: "A influência e a direção desse grande mestre notam-se claramente em todas as obras de Frei Agostinho de Jesus; aquele, porém, permaneceu fiel às idéias sóbrias da Renascença, enquanto este, mais moço, não hesitou em acompanhar as formas já tão movimentadas do século XVII". Segundo Rafael Schunk, 
"Estes artistas, sob condições adversas e improvisações uniram técnicas nativas e ibéricas, representando o universo miscigenado da São Paulo no tempo das bandeiras. Em aproximadamente cem anos: de 1560, período de elaboração das primeiras imagens vicentinas até 1661, data da morte dos grandes estatuários beneditinos, nossos rumos artísticos são multiplicados por mestres, discípulos, escolas e tradições. [...] A tradição imaginária iniciada por Frei Agostinho da Piedade na Bahia, prosseguida na obra do monge carioca Agostinho de Jesus e seus discípulos, cumpriu um papel desbravador: unindo-se a novas estéticas vindas de diferentes fronteiras fundiram-se na construção da arte nacional".
A maior parte de suas obras está no Museu de Arte Sacra da Universidade Federal da Bahia. A igreja Matriz de Santana de Parnaíba também abriga imagens de São Bento, Nossa Senhora do Rosário, Santa Gertrudes, Santa Escolástica, São Francisco de Paula e Nossa Senhora da Piedade de sua autoria.
Alguns acadêmicos propuseram que a veneradíssima imagem de Nossa Senhora de Aparecida é de sua autoria, mas esta opinião é minoritária. O seu estilo é consistente com o da escola fundada por Agostinho, mas aceita-se mais que ela seja um produto do seu aluno Agostinho de Jesus ou, mais provavelmente, algum de seus seguidores paulistas.